# David Guapo
David Callejón (Barcelona, España, 9 de noviembre de 1980), conocido artísticamente como David Guapo, es un humorista, actor, monologuista y cantante español.

## Carrera
Comenzó su carrera como músico -toca la guitarra, el piano y la trompeta- en jam sessions de Barcelona. Movido por su pasión, la música, viajó a San Francisco para tocar con músicos de blues. Lo que iba a ser un viaje de unas semanas se convirtió en una estancia de dos años que culminó con la grabación de su primer disco con Andrew Pollack. Ha reconocido que durante esa temporada tuvo que dormir en la calle, e incluso llegar a robar comida.
David regresó al Viejo Continente para girar por países de Europa central. Posteriormente, comenzó a tocar por salas de Barcelona. Sus actuaciones se caracterizaban por la frescura de los comentarios que hacía entre canción y canción. David ha reconocido en numerosas entrevistas que su faceta como humorista nació de la necesidad de captar la atención de los espectadores en los pubs.
Tras numerosos concursos de monólogos, su debut televisivo tuvo lugar en el canal de pago Paramount Comedy. Berto Romero lo descubrió durante una de sus actuaciones y le dio la oportunidad de colaborar en Buenafuente durante el verano de 2008. Desde entonces, la carrera de David se disparó con colaboraciones en programas como El hormiguero, Ya te digo y La mañana de la 
COPE.
Los días 30 de enero, 6 de marzo, 10 de abril  y 9 de octubre de 2011 y el 1 de enero de 2012 participó en El club de la comedia, en La Sexta.
El 14 de febrero de 2011 se incorporó como colaborador a Sé lo que hicisteis..., también en La Sexta, donde desempeñó el papel de experto en tiempo libre, comentando la actualidad cinematográfica y musical.
Debutó en el cine en 2015 con la película Barcelona, noche de invierno, del director catalán Dani de la Orden.
En 2015 combina giras por teatros de toda España, con su faceta empresarial y apariciones puntuales como colaborador en el programa Te Doy Mi Palabra de Isabel Gemio.
En 2016 y 2017 participa en la quinta edición de Tu cara me suena y en el doblaje de la película Mascotas como la cobaya.
En 2017 estrenó la película Señor, dame paciencia.
En marzo de 2017, David Guapo ficha por Mediaset España para colaborar en el programa All you need is love... o no junto con Irene Junquera o Manuel Sánchez entre otros en Telecinco.

## Filmografía

### Cine
| Año  | Título                                    | Personaje   | Director            |
| ---- | ----------------------------------------- | ----------- | ------------------- |
| 2015 | Barcelona, noche de invierno              | Curro       | Dani de la Orden    |
| 2017 | Señor, dame paciencia                     | Jordi       | Álvaro Díaz Lorenzo |
| 2018 | Sin rodeos                                | Borja       | Santiago Segura     |
| 2021 | ¡A todo tren! Destino Asturias            | Arturo      | Santiago Segura     |
| 2021 | El refugio                                | Fede Guerra | Macarena Astorga    |
| 2022 | A todo tren 2. Sí, les ha pasado otra vez | Arturo      | Santiago Segura     |

### Televisión
| Año         | Título                       | Cadena    | Notas       |
| ----------- | ---------------------------- | --------- | ----------- |
| 2008        | Ya te digo                   | Neox      | Colaborador |
| 2008        | El hormiguero                | Cuatro    | Colaborador |
| 2011 - 2014 | El club de la comedia        | La Sexta  | Humorista   |
| 2011        | Sé lo que hicisteis...       | La Sexta  | Colaborador |
| 2016 - 2017 | Tu cara me suena             | Antena 3  | Concursante |
| 2017        | All you need is love... o no | Telecinco | Colaborador |

### Radio
| Año         | Título            | Emisora   | Notas       |
| ----------- | ----------------- | --------- | ----------- |
| 2012 - 2013 | Te doy mi palabra | Onda Cero | Colaborador |

## Monólogos
- Vivir en pareja[2]
- Móviles Vodafone[3]
- Cosas de la tecnología[4]
- Villancico actualizado[5]
- Los profesores[6]
- Mi nombre[7]
- Fama y amor[8]
- Se aprende a tocar la guitarra para frunjir[9]